# Riga villamosvonal-hálózata
Riga villamosvonal-hálózata egy nyolc vonalból álló villamoshálózat Lettország fővárosában, Rigában.

## Története
Rigában az első tömegközlekedési eszköz a lóvasút volt. 1882-ben Svájc főkonzulja, Eugen Diponu alapított lóvasútvállalatot, egy vonallal és egy 40 fő szállítására alkalmas kocsival. A vállalkozás és Riga városi tanácsa 1890-ben kötött szerződése alapján, a Diponu által vezette társaság vállalta további vonalak nyitását és a lóvasút elektromos vasúttá történő átalakítását. A villamos vasút kiépítése egészen az első világháborúig folytatódott és 1915-ben a hossza mintegy 49 km volt, és az év folyamán több mint 52 millió utast szállított. Lettország önállóvá válását követően egy belga vállalkozás üzemeltette a rigai villamosvonalakat. 1931-ben a város villamos közlekedési hálózata városi tulajdonba került.
A második világháborút követően a villamoshálózatot csak részben állították helyre. 1947-től villamosvonalak helyett trolibuszvonalak építése kezdődött. Rigában 1975-ig alkalmaztak kalauzokat a villamosokon és trolibuszokon, majd Lettország függetlenné válását követően, 1997-ben ismét bevezették a jegyvizsgálók alkalmazását a villamosok és trolibuszok mellett az autóbuszokon is.

## Vonalak[1]
| Vonal | Végállomások                   | Megállók |
| ----- | ------------------------------ | -------- |
|       | Imanta ↔ Jugla                 | 36       |
|       | Stacijas laukums ↔ Tapešu iela | 17       |
|       | Iļguciems ↔ Mīlgravis          | 33       |
|       | Ausekļa ieal ↔ Ħengarags       | 21       |
|       | Stacijas laukums ↔ Bišumuiža   | 18       |
|       | Ausekļa iela ↔ Mežaparks       | 23       |